# Cornaux
Cornaux (deutsch Curnau) ist eine politische Gemeinde im Schweizer Kanton Neuenburg. Sie liegt am Zihlkanal zwischen dem Neuenburger- und Bielersee.

## Geographie

Historisches Luftbild von Werner Friedli von 1954

Cornaux liegt zwischen den Hängen des Juras und der Ebene zwischen Neuenburger- und Bielersee. Zwei Gemeinden grenzen an Cornaux: Cressier im Nordosten sowie Laténa im Westen und Süden, wo der Zihlkanal die Kantonsgrenze zu Bern darstellt.
Der südliche Teil der Gemeinde Cornaux wird durch die Landwirtschafts- und die Industriezone bestimmt. Das nordöstliche Territorium besteht aus Weinbergen und dem Dorf, der Nordosten aus Wald. Der Berg Roches de Châtollion im Westen ist wegen seiner botanischen Vielfalt im Bundesinventar der Landschaften und Naturdenkmäler von nationaler Bedeutung verzeichnet.
Insgesamt beträgt die Fläche der Gemeinde 469 Hektar, davon sind 116 Hektar Bau- und Industrieland und 353 Hektar sind Landwirtschaftszone.

## Politik
Die Exekutive bildet der Gemeinderat (conseil communal). Er besteht aus 5 gewählten Mitgliedern und wird jeweils für 4 Jahre gewählt. Der Gemeinderat trifft sich einmal wöchentlich, um die laufenden Geschäfte zu besprechen.
Die Legislative, der Generalrat (conseil général) besteht aus 25 gewählten Mitgliedern, die für jeweils 4 Jahre nach dem Proporzsystem gewählt werden. In der aktuellen Legislaturperiode sind drei Parteien vertreten: FDP, Liberale Partei und SPS.
Die Stimmenanteile der Parteien anlässlich der Nationalratswahl 2015 betrugen: FDP 30,5 %, SVP 30,3 %, SP 20,5 %, GPS 5,4 %, PdA 4,8 %, CVP 4,4 %, glp 1,6 %, Liste du vote blanc 1,2 %, BDP 0,8 %.

## Wirtschaft
In Cornaux ist die Landwirtschaft (insbesondere der Weinbau) dominierend. Daneben gibt es eine Reihe von Handwerkern sowie einige Industrie. Ein Drittel der Raffinerie Cressier liegt auf dem Gemeindeboden von Cornaux.

## Geschichte
Cornaux (Curnaul, Curnal, Culnau) wurde erstmals im Jahr 1212 schriftlich erwähnt – damals als Curnaul. In dem Schriftstück der Abtei Saint-Jean ging es um Grenzstreitigkeiten zwischen den „Corbanetchs“ (Bewohner von Cornaux) mit der Nachbargemeinde. Die Kirche Saint-Pierre wurde im Jahr 1340 erbaut.
Viele der Häuser im Dorfzentrum stammen aus dem 16. Jahrhundert und zeugen für ein arbeitsames und ruhiges Leben ihrer Bewohner. Diese galten bei den Autoritäten (Grafen von Fenis, von Freiburg, von Hochberg, dann die Comtes d’Orléans, Prinz Berthier, der König von Preussen ...) als loyale und problemlose Bürger, deren Hauptprobleme sich um ihre Landwirtschaft und die Abgaben an die Obrigkeit drehten. Es ist kein dramatisches oder einschneidendes Ereignis bekannt.

## Verkehr
Der Bahnhof Cornaux liegt an der Bahnstrecke Biel/Bienne–Lausanne und wird von Regionalzügen bedient. Dazu kommt noch eine Buslinie von Le Landeron über Cressier, Cornaux und Marin-Epagnier nach Saint-Blaise NE.
Cornaux verfügt über eine Anschlussstelle an der Autobahn A5 und liegt an der Hauptstrasse 5 Lausanne-Koblenz AG.